# Dansk Oplysnings Forbund
Dansk Oplysnings Forbund (DOF) är en organisation för olika aftonskolor, lokala upplysningsförbund och andra utbildningsinstitutioner som upprättades 1973. Dessa skolor är självständiga och är partipolitiskt obundna. DOF samlar ungefär 255 medlemsskolor och erbjuder dessa såväl pedagogiskt som juridiskt och administrativt stöd. Skolorna i sin tur kan erbjuda undervisning inom flera olika områden; allt från undervisning i danska för invandrare och vuxenutbildning till speciellt utformad undervisning för psykiskt sjuka människor.
DOF arbetar även internationellt och går då under namnet Lifelong Learning Association. DOF ingår även i paraplyorganisationen Dansk Folkeoplysnings Samråd (DFS).